# Søs Egelind
Hanne Egelind, plus connu sous le nom de Søs Egelind (née le 13 novembre 1958) est une actrice et humoriste danoise.
Egelind commence une carrière dans l'humour et commence à côtoyer le monde de la télévision et du cinéma dans les années 1980. Elle commence à faire des petits rôles humoristiques dans des comédies. En 1993, elle prête sa voix, pour la première fois, à deux personnages du film Jungle Jack avant d'obtenir le rôle principal de la série Flemming og Berit. 
Ensuite, elle apparaît dans d'autres films ou séries et obtient un rôle important dans la série Bienvenue à Larkroad où elle interprète le rôle d'Elisabeth Sachs. 